# 若望·孟高维诺
若望·孟高维诺 OFM（義大利語：Giovanni da Montecorvino，1247年—1328年）是天主教方济各会傳教士，同時是中國天主教歷史上第一位主教。他最為著名的事蹟就是代表教廷出訪元朝時代的中國，並獲得元朝皇帝的禮遇，因此得以在京師汗八里（大都，即今北京）傳教，最後甚至建立了最早的中國天主教會管區：汗八里總教區。

## 簡傳
1247年生于意大利南部。1289年，受罗马教廷派遣前往時值元朝的中國。经海路，1291年抵达泉州港，1294年抵达元朝京城大都（今北京），受到元成宗铁穆尔的欢迎。然后常驻中国传教。1299年和1305年分别在大都建成2个教堂。1307年7月23日被任命为汗八里总主教，1313年由教宗派遣的幾位方濟會會士為其主禮晉牧，這些會士也擔任他的輔佐職務，1328年在大都去世。

孟高維諾的人緣很好，在基督教徒和非基督教徒中都深孚衆望。14世紀時，駐伊朗蘇丹尼耶的拉丁教會主教約翰·科拉（John of Cora）曾記述道「他（孟高維諾）是一個很正直的人，天主和黎民都喜歡他」；論及孟高維諾的葬禮時，科拉寫道：「參加葬禮的人極其多，既有基督教徒，也有異教徒。那些異教徒按他們的習俗，身着喪服。基督教徒和異教徒都虔誠地抓着大主教的衣物，十分景仰地把這些衣物當為遺物帶走……他們還去瞻仰他的故居。」如是，人們對孟高維諾的懷念，勢必持續了幾十年。